# Баронет
Бароне́т е наследствена благородническа (дворянска) титла, давана от британската корона. За първи път е дадена през 14 век.
В континенталната част на Европа не съществува еквивалент на баронет. След английската революция и гражданската война в Англия през 17 век ролята на монарха става ограничена и аристократичните титли стават малко или много номинални. Баронет е умалително от барон, а ранга е между барон и рицар. Макар рядко използвана, титлата за жена е баронетеса. При обръщение, пред името се поставя сър, а след името пояснение барт (съкратено от баронет), например сър Джон Дулитъл, барт. През 1965 г. съществуват 1490 такива титли.